# Ion Casian
Ion Casian (n. 8 iunie 1953, Pîrlița, Ungheni) este un politician și jurist din Republica Moldova, care din ianuarie 2015 este deputat în Parlamentul Republicii Moldova din partea Partidului Liberal (PL), vicepreședinte al comisiei parlamentare pentru drepturile omului și relații interetnice. 
Începând cu 14 ianuarie 2010 a fost membru al Comisiei pentru studierea și aprecierea regimului comunist totalitar din Republica Moldova.
De asemenea, el este vicepreședinte al Uniunii Juriștilor din Republica Moldova și membru fondator al asociației obștești “Hepavit”.
Din 1979 până a deveni deputat a fost avocat. Între 1997-2002 a deținut funcția de vicepreședinte al Uniunii Avocaților din Moldova.